# Chiesa di San Michele (Golasecca)
La chiesa di San Michele è una delle poche strutture ancora esistenti di epoca medioevale a Golasecca.

## Storia
La sua storia risale al XI secolo, ed è considerata uno dei più antichi edifici religiosi della regione. 
La chiesa di San Michele presenta uno stile architettonico romanico/gotico, con elementi che testimoniano la sua antichità, come ad esempio i suoi muri in pietra, il portale d'ingresso e le decorazioni scolpite che riflettono l'arte e l'architettura dell'epoca.
Nel corso dei secoli, la chiesa di San Michele ha subito diverse trasformazioni e restauri, ma ha mantenuto la sua importanza come centro di culto e come testimonianza del passato storico della zona. Durante il Medioevo, la chiesa potrebbe aver svolto un ruolo significativo nella vita religiosa e sociale della comunità locale, fungendo da punto di riferimento per le attività religiose, culturali e sociali.

## Descrizione

### Esterno
La facciata è dominata da un grande portale d'ingresso, sormontato da un architrave decorato e da un arco a tutto sesto. Questo portale è ornato con sculture e bassorilievi che rappresentano motivi religiosi e simbolici, come croci, animali mitologici e figure umane. Questi dettagli scolpiti aggiungono fascino e profondità alla facciata della chiesa, evidenziando l'abilità artigianale dei maestri scultori dell'epoca.
Le pareti esterne della chiesa sono realizzate in pietra locale, conferendo all'edificio un aspetto solido e resistente. Lungo le pareti si possono notare anche piccole finestre romaniche, caratterizzate da archi a tutto sesto e protette da grate di ferro battuto. Queste finestre consentono l'ingresso della luce naturale all'interno della chiesa e aggiungono un tocco di grazia all'architettura complessiva.

### Interno
All'interno della chiesa, è possibile ammirare affreschi e dipinti murali che risalgono a diverse epoche storiche, alcuni dei quali sono stati restaurati per preservare la loro bellezza e importanza artistica. Questi dipinti rappresentano scene religiose, santi e simboli cristiani, offrendo ai visitatori un'opportunità unica per immergersi nella spiritualità e nella storia della chiesa e della comunità locale.
L'arredamento interno è sobrio ed essenziale, con altari in pietra e legno scolpito, che aggiungono un tocco di semplice eleganza all'ambiente. 

Uno degli elementi più significativi all'interno della chiesa di San Michele è l'altare maggiore, dedicato al santo patrono della chiesa, San Michele Arcangelo. Questo altare era il fulcro delle celebrazioni liturgiche e delle preghiere dei fedeli, e spesso era decorato con fiori e candele durante le festività religiose.